# 数学哲学
数学哲学是哲学的一个分支，研究数学中的哲学问题的学科。从毕达哥拉斯到康德的众多思想家都有许多数学哲学的重要思想，但作为专门学科直到十九世纪中叶以后才逐渐建立起来。着重研究：
- 数学的对象、性质、特点、地位与作用；
- 数学新分支、新课题提出的重要概念的哲学意义；
- 著名数学家和数学流派的数学和哲学思想；
- 数学方法和数学基础等问题。

现代数学哲学的研究内容包括：
- 数学基础的研究，羅素的逻辑主义、布勞威爾的直觉主义和希尔伯特的形式主义等流派；
- 数学悖论的研究，探讨悖论的排除及彻底解决的可能性；
- 数学本体论的研究，探讨数学的研究对象是否为客观的真实的存在；数学真理性的研究等。